# Больё (Изер)
Больё (фр. Beaulieu) — коммуна во Франции, находится в регионе Рона — Альпы. Департамент коммуны — Изер. Входит в состав кантона Сюд Грезиводан. Округ коммуны — Гренобль.
Код INSEE коммуны — 38033. Население коммуны на 2012 год составляло 633 человека. Населённый пункт находится на высоте от 160 до 355 метров над уровнем моря. Муниципалитет расположен на расстоянии около 470 км юго-восточнее Парижа, 80 км юго-восточнее Лиона, 27 км западнее Гренобля. Мэр коммуны — M. Jean Cartier, мандат действует на протяжении 2014—2020 гг.
Динамика населения (INSEE):